# Elizabeth Percy, duquesa de Northumberland
Elizabeth Percy, duquesa de Northumberland (née Seymour; 26 de noviembre de 1716 - 5 de diciembre de 1776), también a la baronesa Percy suo jure, fue una par inglesa.

## Biografía
Percy era la única hija de Algernon Seymour, VII duque de Somerset y su esposa, Frances Seymour, duquesa de Somerset (1699-1754), hija de Henry Thynne.

### Matrimonio
El 16 de julio de 1740, se casó con el baronet Hugh Smithson. Tras la muerte de su padre en 1750, ella heredó la baronía Percy y su marido, por una cláusula especial, el condado de Northumberland; por esto cambiaron su nombre a Percy ese mismo año. El hijo ilegítimo de Hugh con una prima de Elizebeth, James Smithson, legó su fortuna al Instituto Smithsoniano. Tuvieron tres hijos:
- Hugh Percy, II duque de Northumberland (1742–1817)
- Algernon Percy, I conde de Beverley (1750–1830)
- Lady Elizabeth Anne Frances Percy (m. 1761); enterrada en Cripta de Northumberland, en la Abadía de Westminster.[2]

### Vida posterior
En 1761, Percy se convirtió en Dama de Cámara de la reina Carlota, posición que mantuvo hasta 1770. En 1766 se convirtió en duquesa consorte de Nortumberland. En 1775, publicó anomimamente el diario de su viaje por la República Holandesa, Un corto tour hecho en el año 1771. Extractos históricos de su vida fueron añadidos en 1936.

### Muerte y legado
Tras su muerte muerte en 1776, la baronía, igual que hicieron diez años más tarde el condado y el ducado, pasaron a su hijo Hugh, quien construyó un monumento en honor de su madre en Torre Brizlee.
Está enterrada en la Cripta de Northumberland, en la Abadía de Westminster. Su epitafio la describe como "siempre amable y benevolentemente virtuosa", y como un "ornamento de corte, un honor para el país y una gran paternalista, protectora de los pobres, siempre distinguida por el afecto a la familia y sus amigos". El monumento fue erigido por su esposo, en el que se define como "inconsolable".
La National Portrait Gallery mantiene gran cantidad de grabados basados en los retratos de la duquesa pintados por Sir Joshua Reynolds. El Museo Fitzwilliam, Cambridge, mantiene un retrato suyo pintado con acuarelas por Richard Gibson.